# ジルパ
ジルパは、旧約聖書の創世記に登場する人物。ラバンがヤコブに与えた最初の妻レアについていた女奴隷である。
レアは後にジルパをそばめとしてヤコブに差し出し、ジルパはガドとアシェルを産んだ。